# Công giáo tại Malaysia
Giáo hội Công giáo ở Malaysia là một phần của Giáo hội Công giáo trên toàn thế giới, dưới sự lãnh đạo tinh thần của Giáo hoàng ở Roma. Sứ thần Tòa Thánh tại Malaysia là Tổng giám mục Joseph Salvador Marino trong khi đại sứ thường trú của Malaysia đến Tòa Thánh cuối cùng là Tan Sri Bernard Giluk Dompok (Đến tháng 6 năm 2018).
Các linh mục Công giáo đầu tiên đã đến Malacca vào năm 1511 dưới dạng những tuyên úy quân sự cho người Bồ Đào Nha. Những người truyền giáo thuộc Dòng Phanxicô và Dòng Đa Minh. Malacca nhanh chóng trở thành điểm dừng chân cho hàng ngàn người truyền giáo truyền bá đức tin cho Nam và Đông Á. Cho đến ngày nay, các cộng đồng Kitô hữu nhỏ được tìm thấy ở những nơi này do niềm say mê truyền giáo. Malacca giữ một vị trí đặc biệt trong lịch sử của Giáo hội trong vùng này.

## Quan hệ Tòa Thánh - Malaysia
Quan hệ ngoại giao giữa Malaysia và Tòa Thánh được khởi xướng bởi Tun Dr Mahathir Mohammad khi ông gặp Giáo hoàng Gioan Phaolô II trước khi vị quan chức này từ chức (Tun Mahathir) từ chức. Các cuộc đàm phán đã diễn ra cho đến khi Najib bin Razak trở thành Thủ tướng. Malaysia đã thiết lập quan hệ ngoại giao chính thức với Tòa Thánh vào năm 2011 trong một cuộc gặp giữa Thủ tướng Datuk Seri Panglima Najib Razak và Giáo hoàng Biển Đức XVI tại Rome. Najib được tháp tùng bởi Tổng Giám mục Kuala Lumpur Murphy Nicholas Xavier Pakiam. Tổng Giám mục Pakiam đến Vatican không phải với tư cách là một thành viên của Chính phủ Malaysia. Ông được Vatican yêu cầu tham gia đoàn đại biểu với tư cách là đại diện của Giáo hội. Đại sứ thường trú đầu tiên của Malaysia đến Tòa Thánh, Tan Sri Bernard Giluk Dompok, được Giáo hoàng Phanxicô chọn vào tháng 10 năm 2015. Năm 2017 đánh dấu sự mở đầu của văn phòng Tòa Thánh chính thức ở Kuala Lumpur, Malaysia.
Sau sự thất bại của Barisan Nasional trong cuộc tổng tuyển cử lần thứ 14, Bernard Giluk Dompok đã chấm dứt nhiệm vụ của mình vào ngày 30 tháng 6 năm 2018.